# Daniel Chacón
Daniel Chacón, né le 11 avril 2001 à Turrialba, est un footballeur international costaricien jouant au poste de milieu défensif aux Rapids du Colorado.

## Biographie

### Parcours en club
Né à Turrialba en Costa Rica, Daniel Chacón est formé par le CS Cartaginés, où il commence sa carrière professionnelle. Il joue son premier match avec l'équipe première des Clubs le 19 novembre 2017.
Lors de l'été 2022, il est transféré à l'équipe réserve des Rapids du Colorado en MLS Next Pro,. Cependant, dès le mois suivant, le 15 juillet 2022, il est prêté au CS Cartaginés pour le tournoi d'ouverture 2022 avant de revenir en 2023.
Auteur de trois apparitions en MLS Next Pro en 2023, il s'engage avec l'équipe première des Rapids du Colorado en Major League Soccer le 3 juillet 2023. Il est immédiatement prêté dans son pays natal à la LD Alajuelense pour le tournoi Apertura 2023.

### Parcours en sélection
En janvier 2022, Daniel Chacón est convoqué pour la première fois avec l'équipe nationale du Costa Rica. Il honore sa première sélection le 20 janvier 2022 lors du match nul 0-0 contre le Mexique.
Le 3 novembre 2022, il est sélectionné par Luis Fernando Suárez pour participer à la Coupe du monde 2022.

## Palmarès
CS Cartaginés
- Champion du Costa Rica en Clausura 2022